# Montecristo (Abruzzo)
Montecristo (o anche Monte Cristo) è una montagna del Gran Sasso d'Italia, alta 1.921 m s.l.m., in provincia dell'Aquila, all'interno del territorio del comune dell'Aquila e del parco nazionale del Gran Sasso e Monti della Laga.

## Storia
Negli anni 1960 fu costruito il complesso alberghiero di Campo Nevada presso la Fossa di Paganica ed alcuni impianti di risalita e skilift sui due versanti, mai aperti e rimasti in disuso e abbandono nella Fossa e aperti fino al 2001 sul versante settentrionale di Montecristo. 
Esistono progetti di riammodernamento e di unione in comprensorio delle due aree con quella della stazione di Campo Imperatore e i suoi impianti posta sul versante orientale del limitrofo Monte Scindarella.
D'estate è luogo di pascolo per mandrie e greggi. Transita qui un tratto dell'Ippovia del Gran Sasso.

## Descrizione
La montagna si trova sul versante sud-ovest aquilano del massiccio (dorsale occidentale-meridionale), lungo la SS 17 bis che da Assergi-Fonte Cerreto sale a Campo Imperatore, vicino al Monte Ruzza posto poco più a sud. La sua importanza deriva dal fatto che è sede di una piccola stazione sciistica con alcuni skilift e piste da sci lungo le pendici erbose del monte, sebbene l'ultima apertura risalga al 2001.

### Fossa di Paganica
Sul versante sud di Montecristo è posta invece la Fossa di Paganica (a volte indicata anche come Fossa Paganica), raggiungibile in auto sempre attraverso la medesima strada statale, nel punto più alto raggiunto dalla strada prima di Campo Imperatore. Posta ad una quota di circa 1600 m s.l.m. è una grande conca infossata e circondata da alte vette spoglie e erbose che raggiungono i 1900–2000 m di altitudine.

## Galleria d'immagini

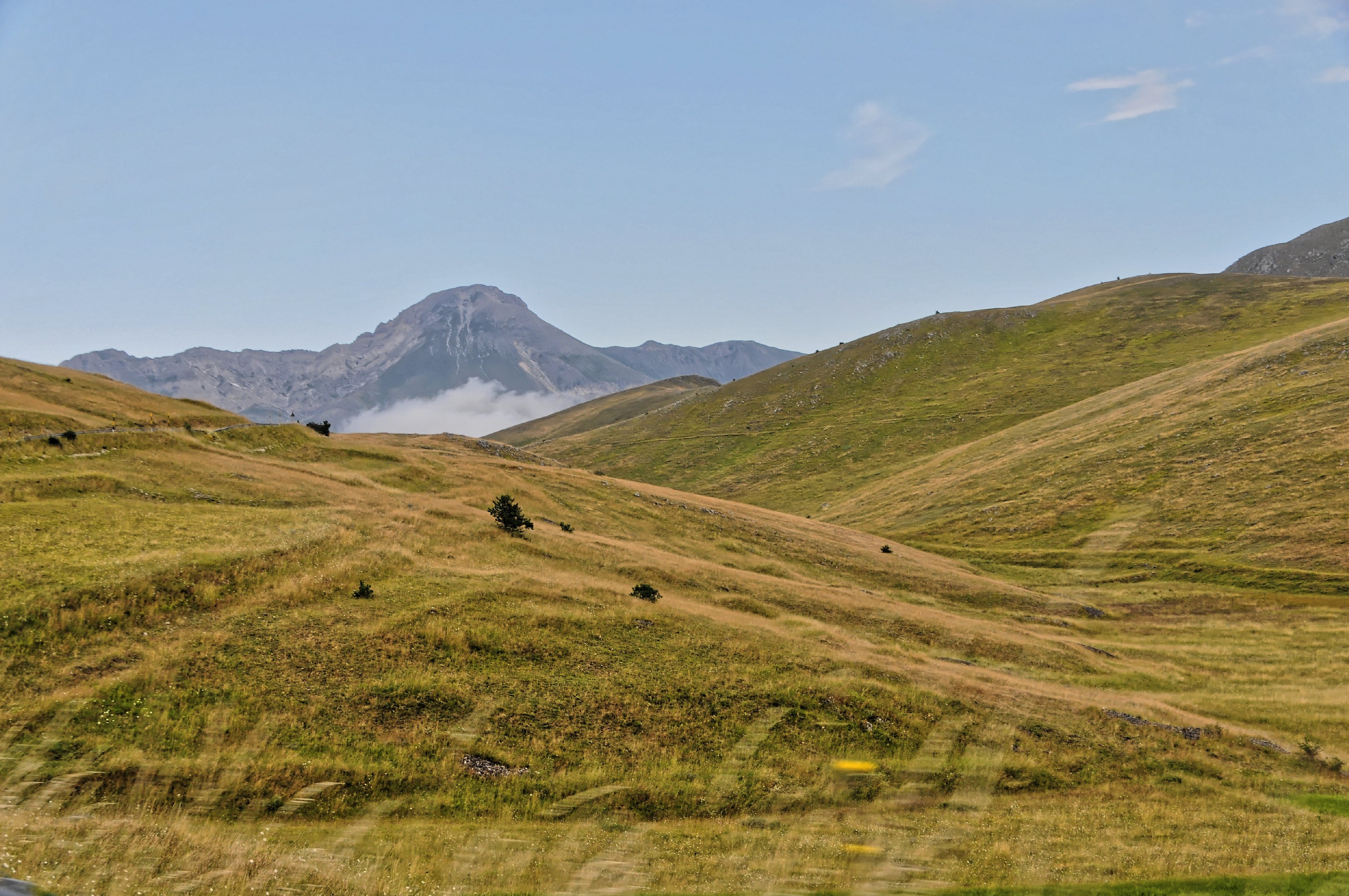
Visuale verso Monte Camicia
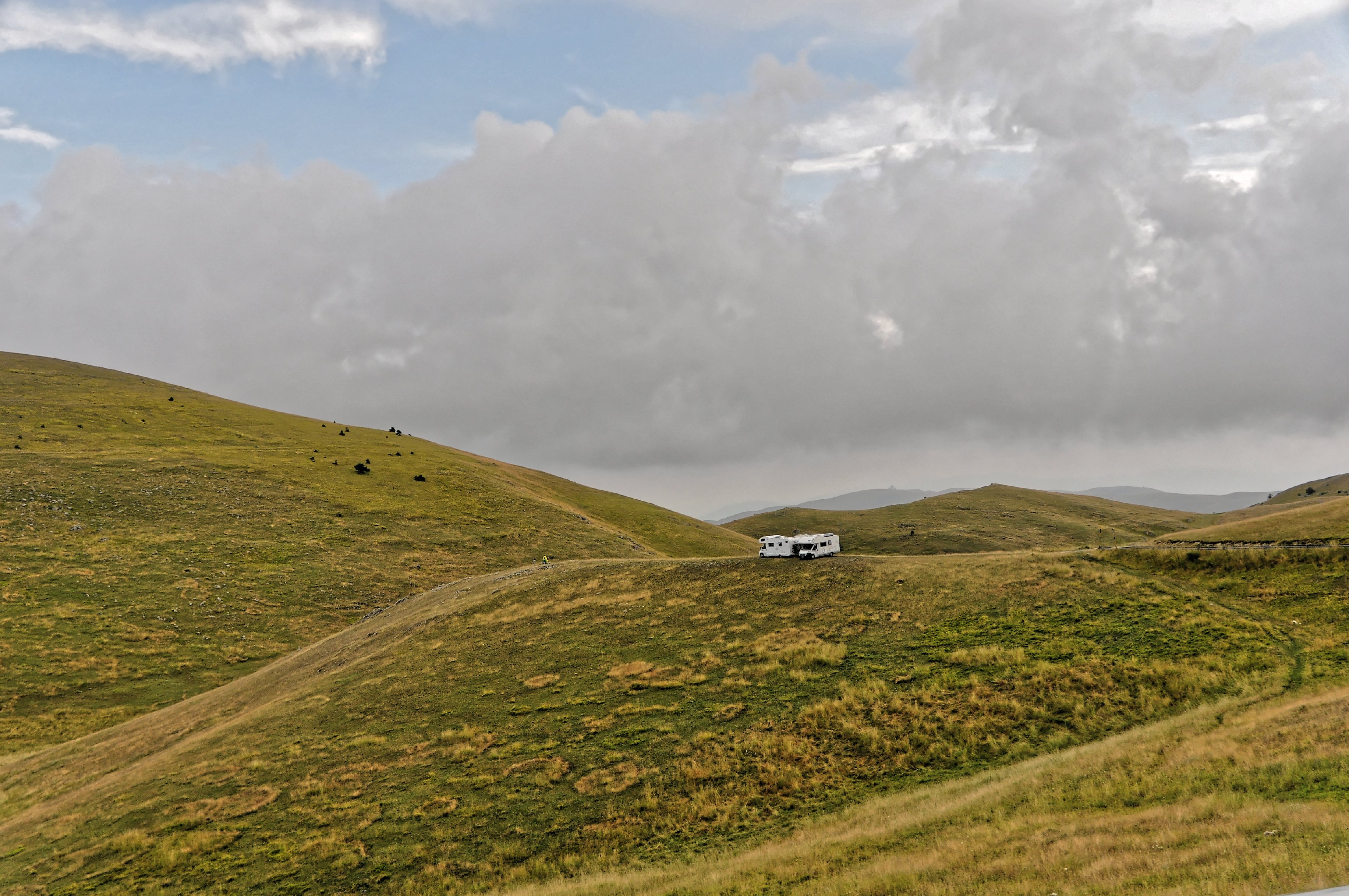
Camping in zona
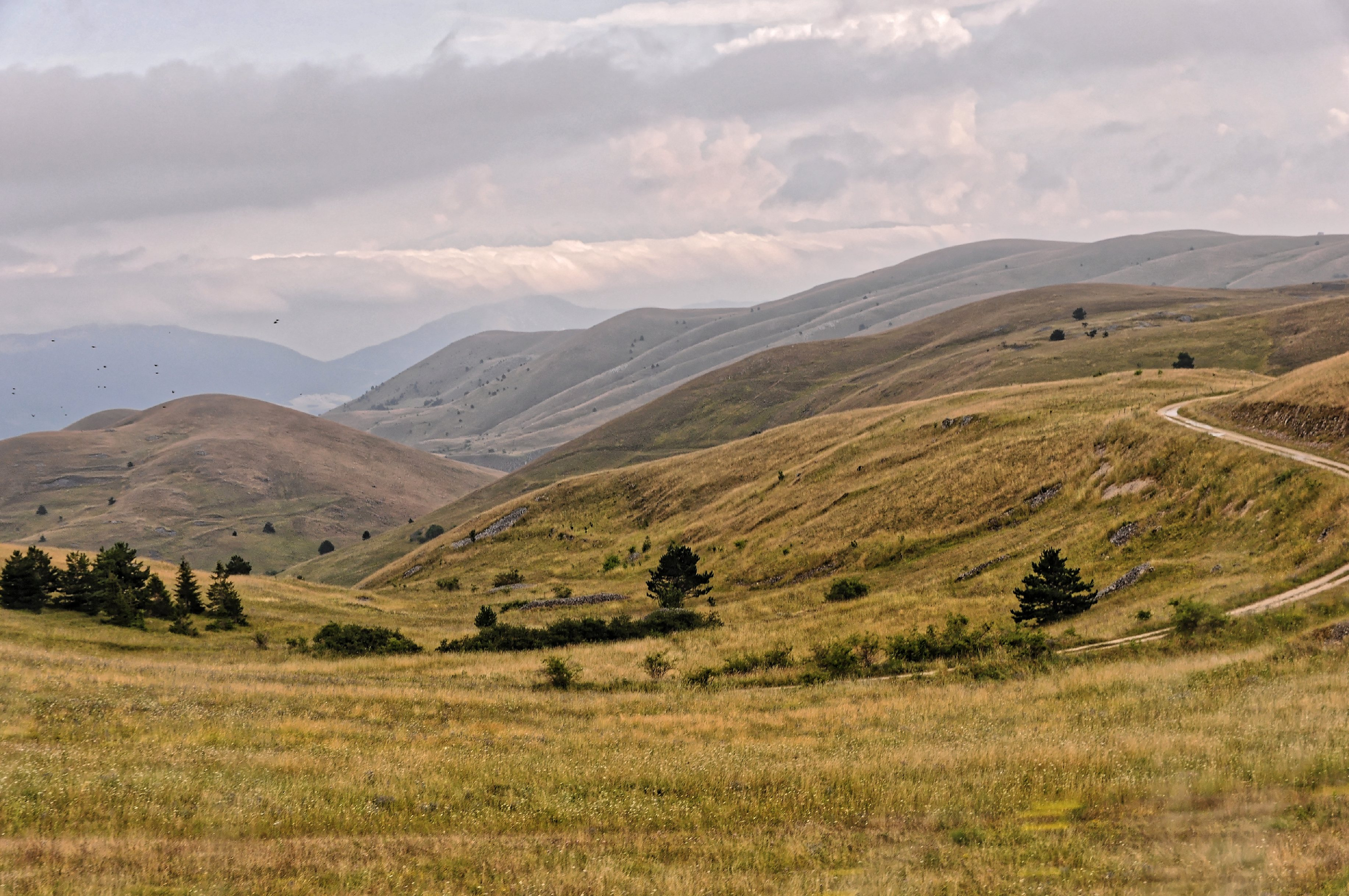
Visuale verso Santo Stefano di Sessanio e Calascio
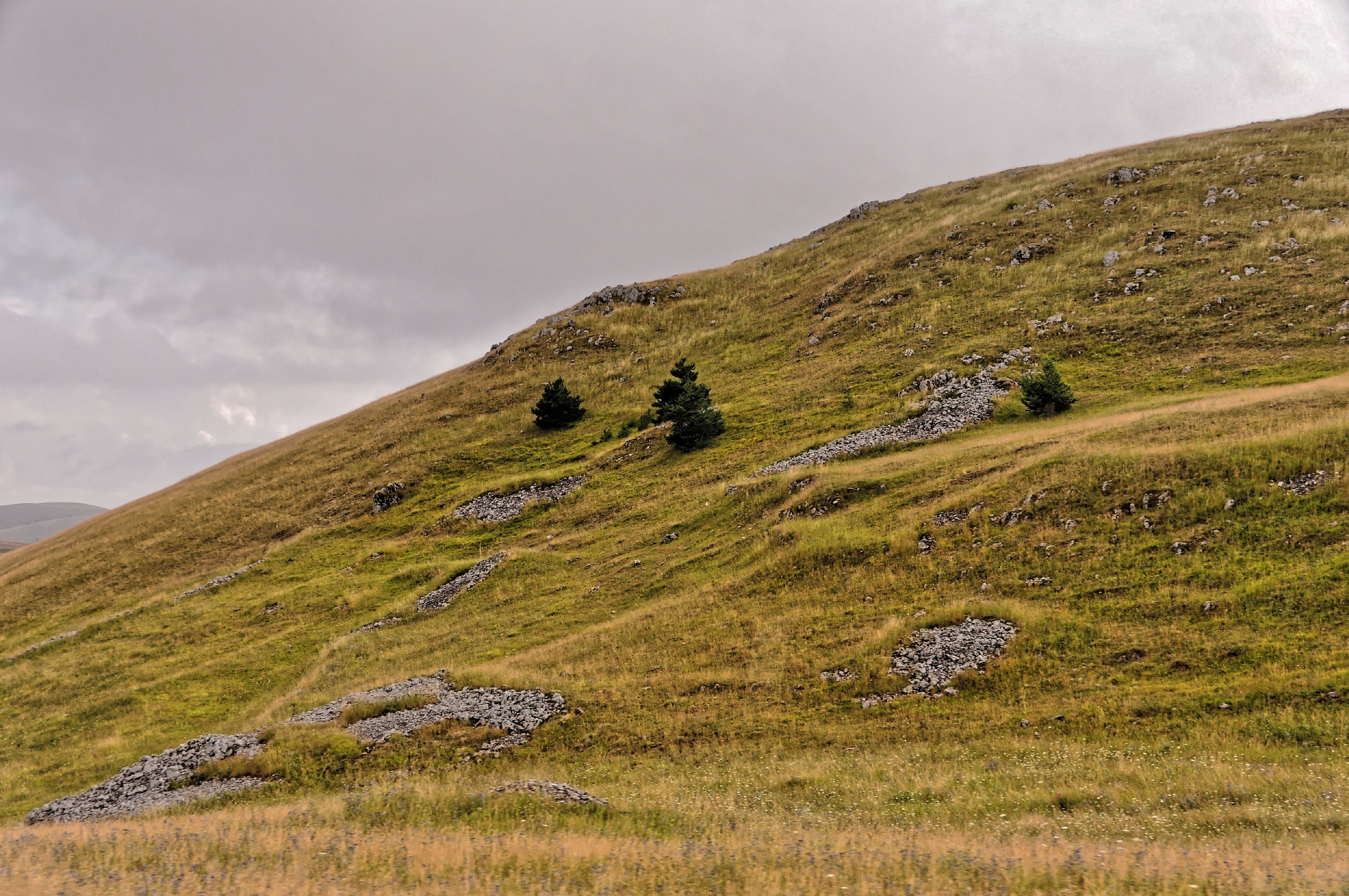
Particolare erboso
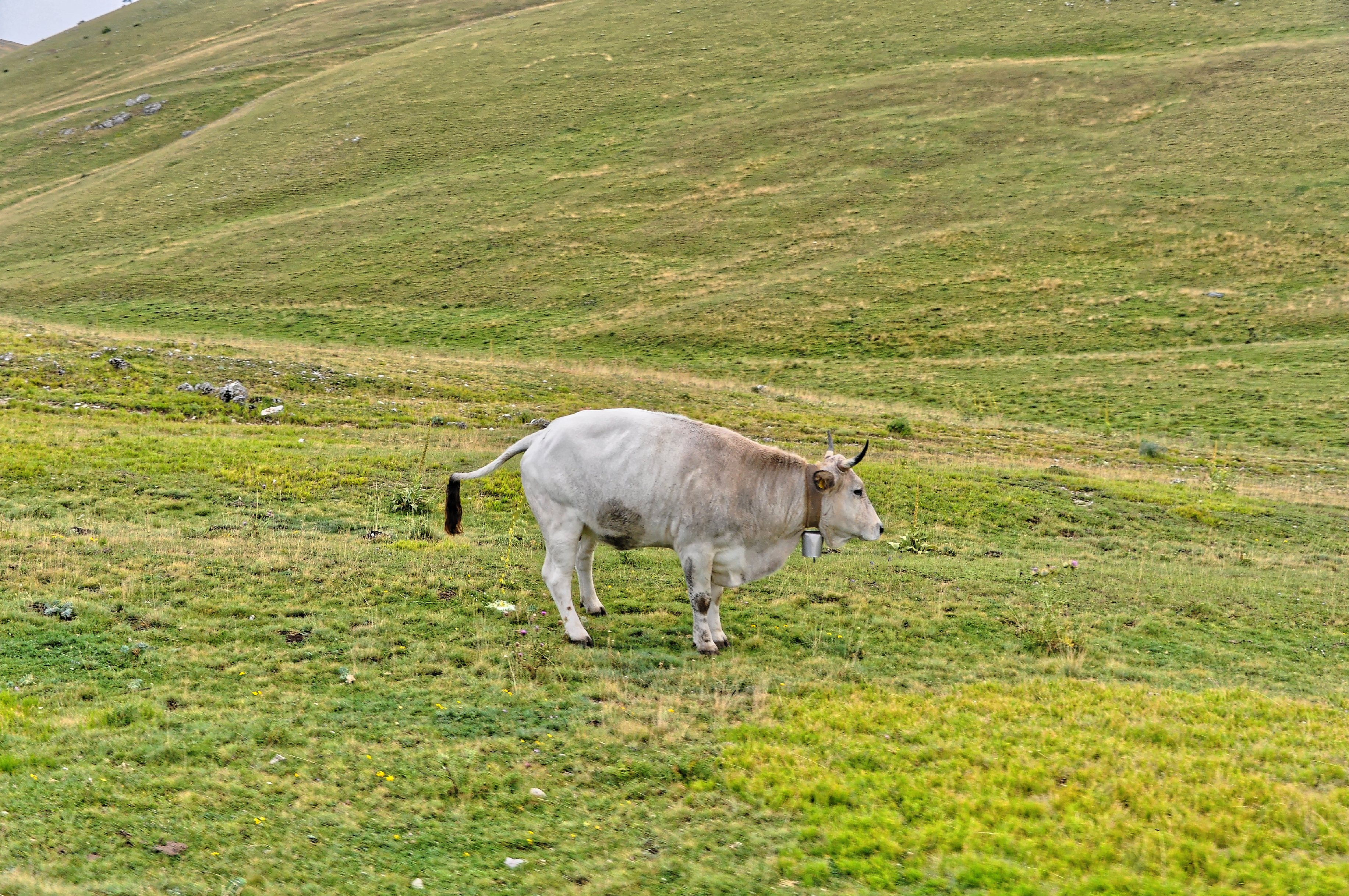
Pascolo nella zona
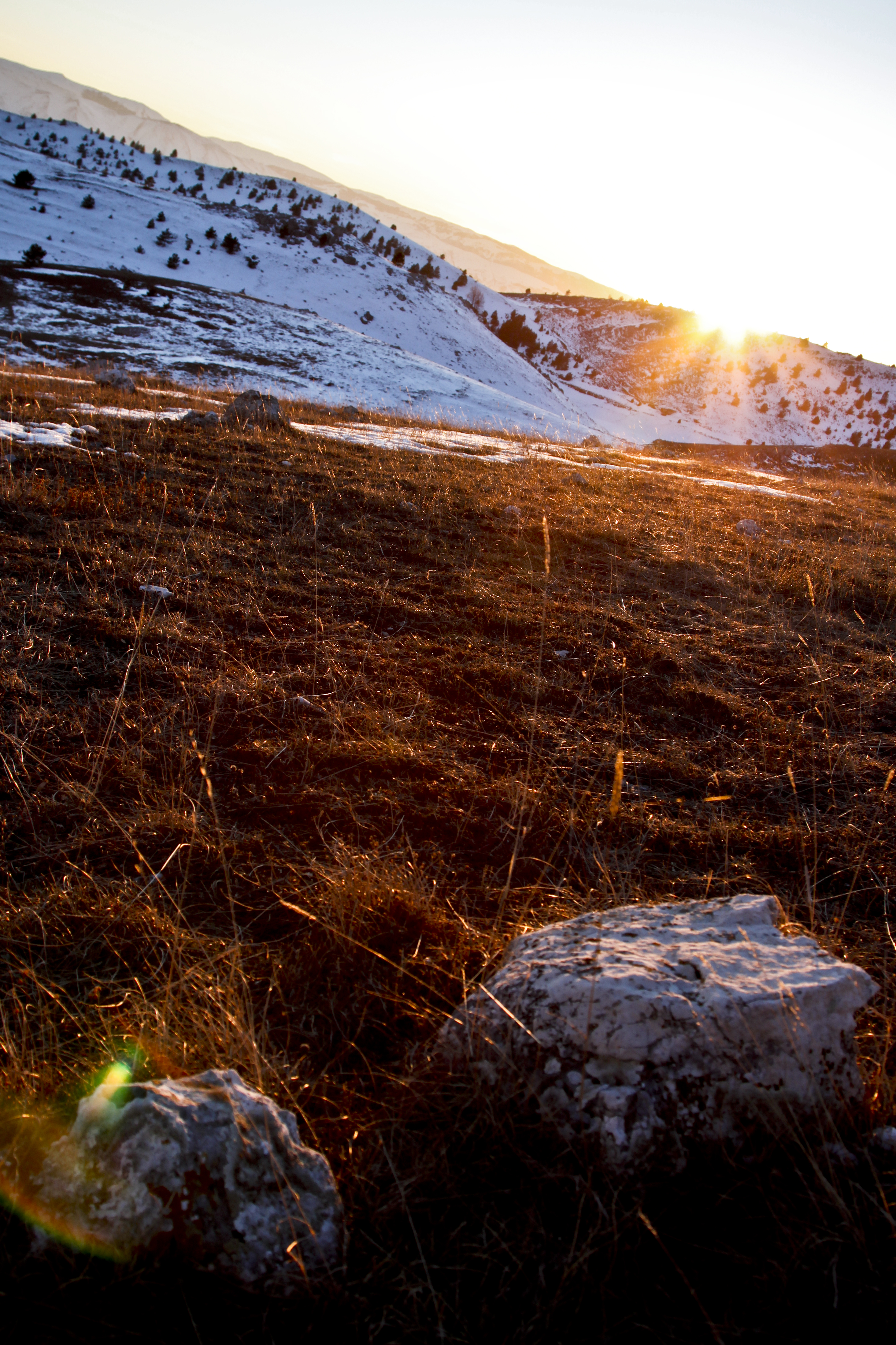
Tramonto a Montecristo